# Valle del Cesano
La valle del Cesano è una valle delle Marche. Il territorio, in cui scorre il fiume Cesano, si trova a cavallo tra la provincia di Ancona e la provincia di Pesaro e Urbino.

## Comuni
I comuni che insistono sulla valle sono 11:

### Alta valle del Cesano
- Frontone
- Serra Sant'Abbondio
- Pergola

### Media valle del Cesano
- San Lorenzo in Campo
- Fratte Rosa

### Bassa valle del Cesano
- Castelleone di Suasa
- Corinaldo
- Mondavio
- Mondolfo
- Monte Porzio
- San Costanzo

## Paesaggio
Il paesaggio della valle è variegato: si passa dalle alture del monte Catria per scendere alle dolci colline su cui poggiano i castelli medievali ed arrivare alla spiaggia di Marotta.
Il paesaggio si presenta incontaminato e la presenza di beni archeologici, architettonici, monumentali, enogastronomici e naturalistici la rendono turisticamente attraente.

### Archeologia
La valle si caratterizza sin dalla preistoria per un'elevata e continuativa presenza antropica.
Tutte le varie culture e civiltà (età del ferro, Piceni, Galli Senoni, Romani) che l'hanno abitata hanno lasciato testimonianze considerevoli.

Gli esempi più significativi sono: la città romana di Suasa che in epoca romana era l'unico municipium della valle e grazie alla sua posizione baricentrica anche punto di riferimento per la popolazione della vallata, i Bronzi dorati da Cartoceto di Pergola unico gruppo statuario equestre in bronzo dorato della civiltà romana che si è conservato fino ai nostri giorni, il sito del monastero di Santa Maria in Portuno in località Madonna del Piano di Corinaldo, altri numerosi reperti del periodo preromano sono conservati nel Museo archeologico del territorio di Suasa.

Recenti rilevazioni di superficie condotte dall'università di Bologna hanno evidenziato la presenza di centinaia di siti archeologici di diverse epoche, che testimoniano come la densità di popolamento nella valle sia stata molto alta sin dalla preistoria.

### Architettura
Alcuni esempi delle architetture di maggior pregio sono il monastero di San Gervasio in Bulgaria in località Centocroci di Mondolfo (VI secolo), l'abbazia di San Lorenzo in Campo (IX secolo), il Monastero di Fonte Avellana, nonché tutti gli antichi borghi medievali che si sono conservati sino ad oggi ancora abitati, in particolare il borgo di Frontone, la rocca di Mondavio e le mura medio-medievali e il centro storico di Corinaldo, Mondolfo, Pergola e Sant'Andrea di Suasa che sono considerati tra i borghi più belli e meglio conservati d'Italia.

### Enogastronomia
I principali prodotti tipici della valle sono: la Cipolla di Suasa, coltivata solo a Castelleone di Suasa e San Lorenzo in Campo, la cui valorizzazione è iniziata dal 1999, notevoli anche i prodotti tipici delle Terre di Frattula in particolare il salame di Frattula.
Numerosi i vini DOC: Verdicchio dei Castelli di Jesi, il Rosso Conero, il Bianchello del Metauro, il Sangiovese dei Colli Pesaresi rosso, il Pergola doc nelle tre versioni novello, rosso e passito, il Garofanata.

### Natura
L'incontaminato e diversificato paesaggio costituisce esso stesso la principale attrazione naturalistica della valle.

Le tipiche colline marchigiane contraddistinte da una agricoltura diffusa con appezzamenti di terreno poco estesi ma molto colorati si distinguono dalle colline toscane per un andamento meno aspro e la presenza della quercia invece del cipresso come albero che caratterizza il paesaggio.

Da ricordare anche la presenza di una foresta fossile ritrovata risalente a 50 000 anni fa sotto il letto del fiume Cesano.